# Systemtyp
Der Systemtyp beschreibt in der Regelungstechnik die Anzahl der freien Integratoren. Betrachtet man beispielsweise die Übertragungsfunktion:
{\displaystyle H(s)={\frac {(s+1)}{s\cdot (s+2)\cdot (s+3)}}}
hat man genau ein freies {\displaystyle s} im Nenner der Übertragungsfunktion. In der Regelungstechnik versucht man aus dem Systemtyp des offenen Regelkreises eine Aussage über den geschlossenen Regelkreis zu machen bezüglich der Signale, denen ein Regler mit der zu untersuchenden Gesamt-Übertragungsfunktion gerade noch Folgen kann, also den Fehler reduzieren kann.
Ein Systemtyp von 0 regelt einen konstanten Regelfehler bei einer Sprungfunktion als Signal.
Ein Systemtyp von 1 kann Regelfehler bei Sprungfunktionen auf 0 reduzieren, besitzt allerdings konstante Regelfehler bei einer Rampe.
Ein Systemtyp von 2 kann Regelfehler bei Rampen auf 0 reduzieren.